# 山国荘

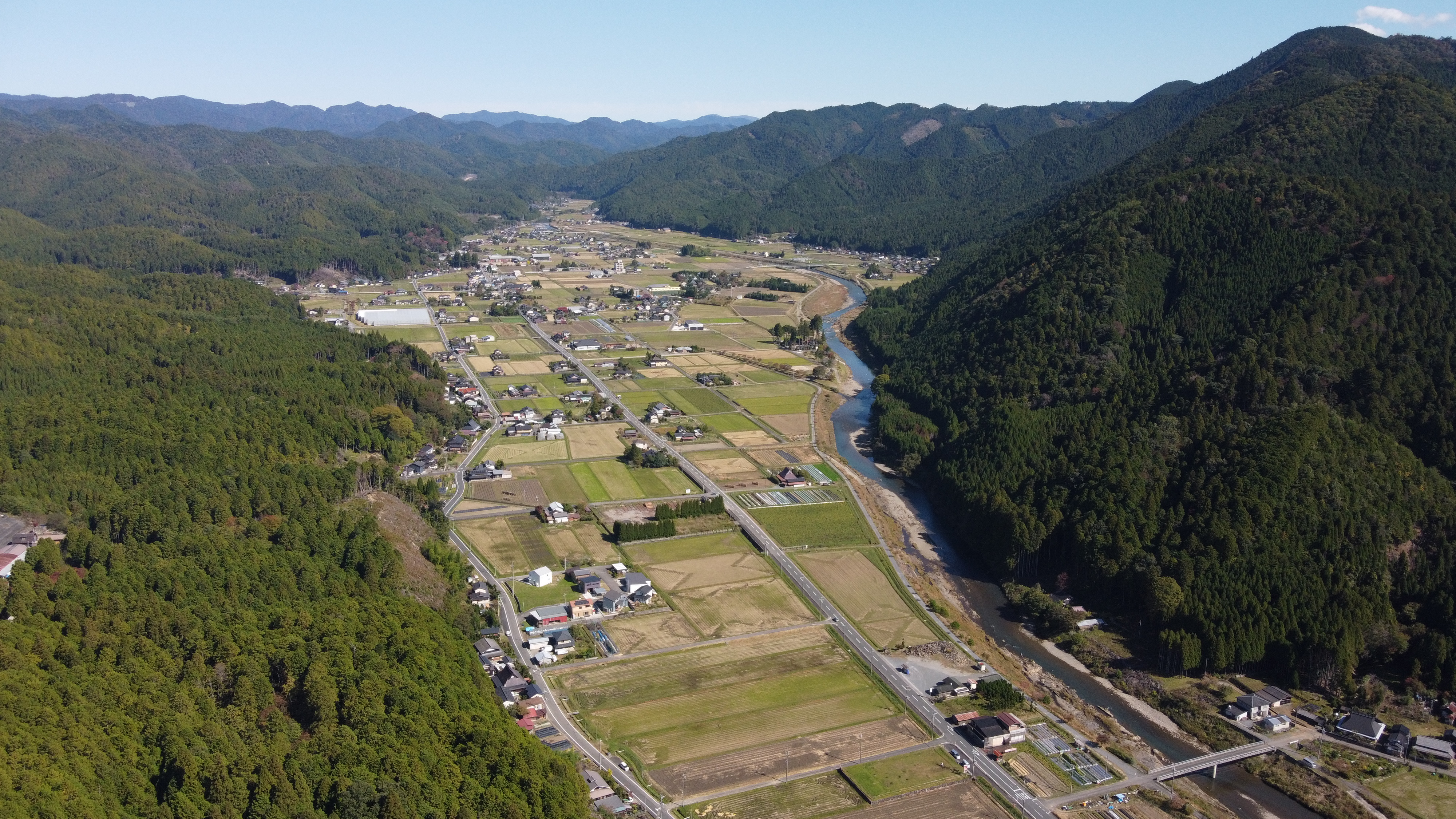
本郷中央部

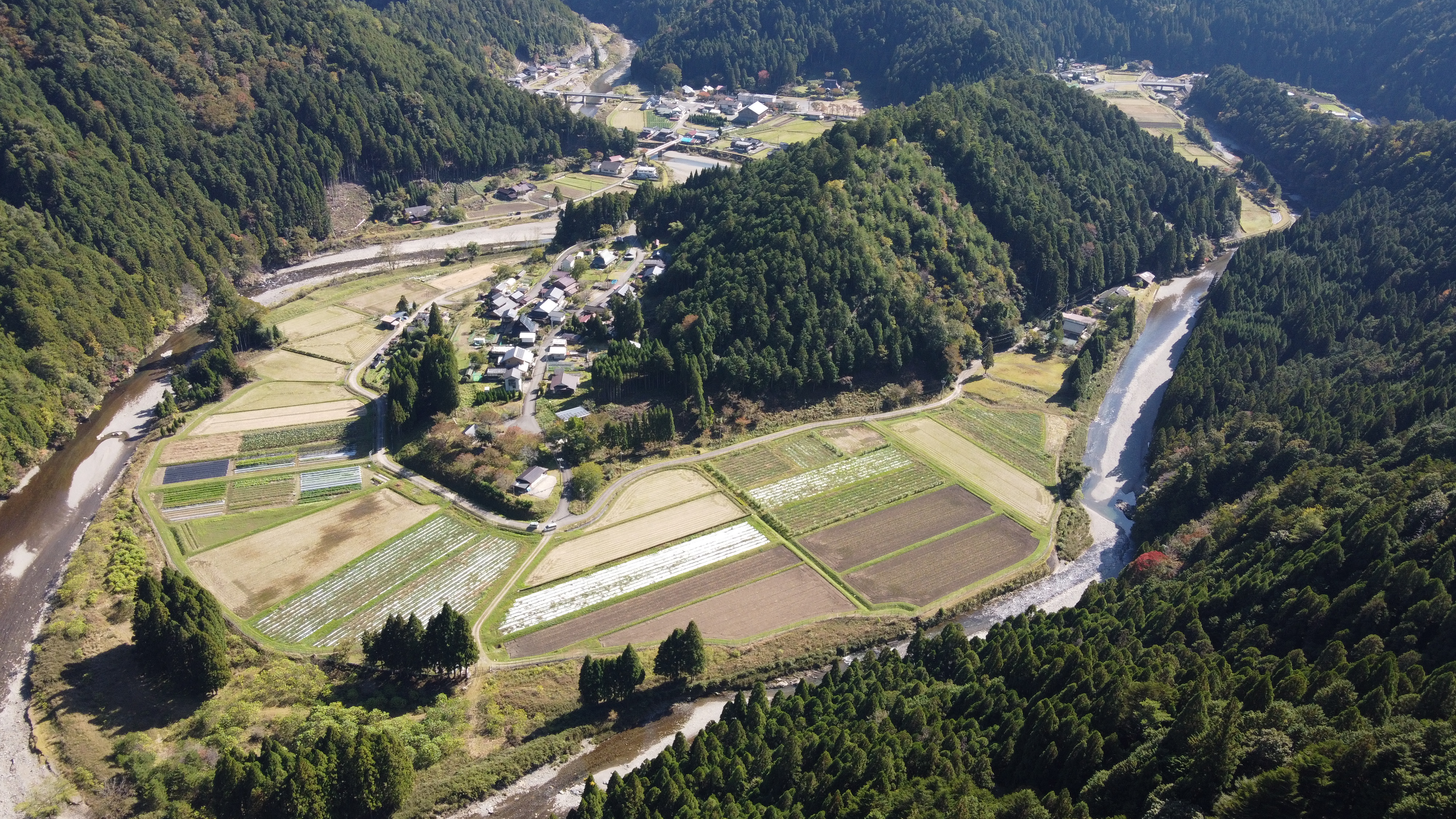
旧黒田村宮町付近

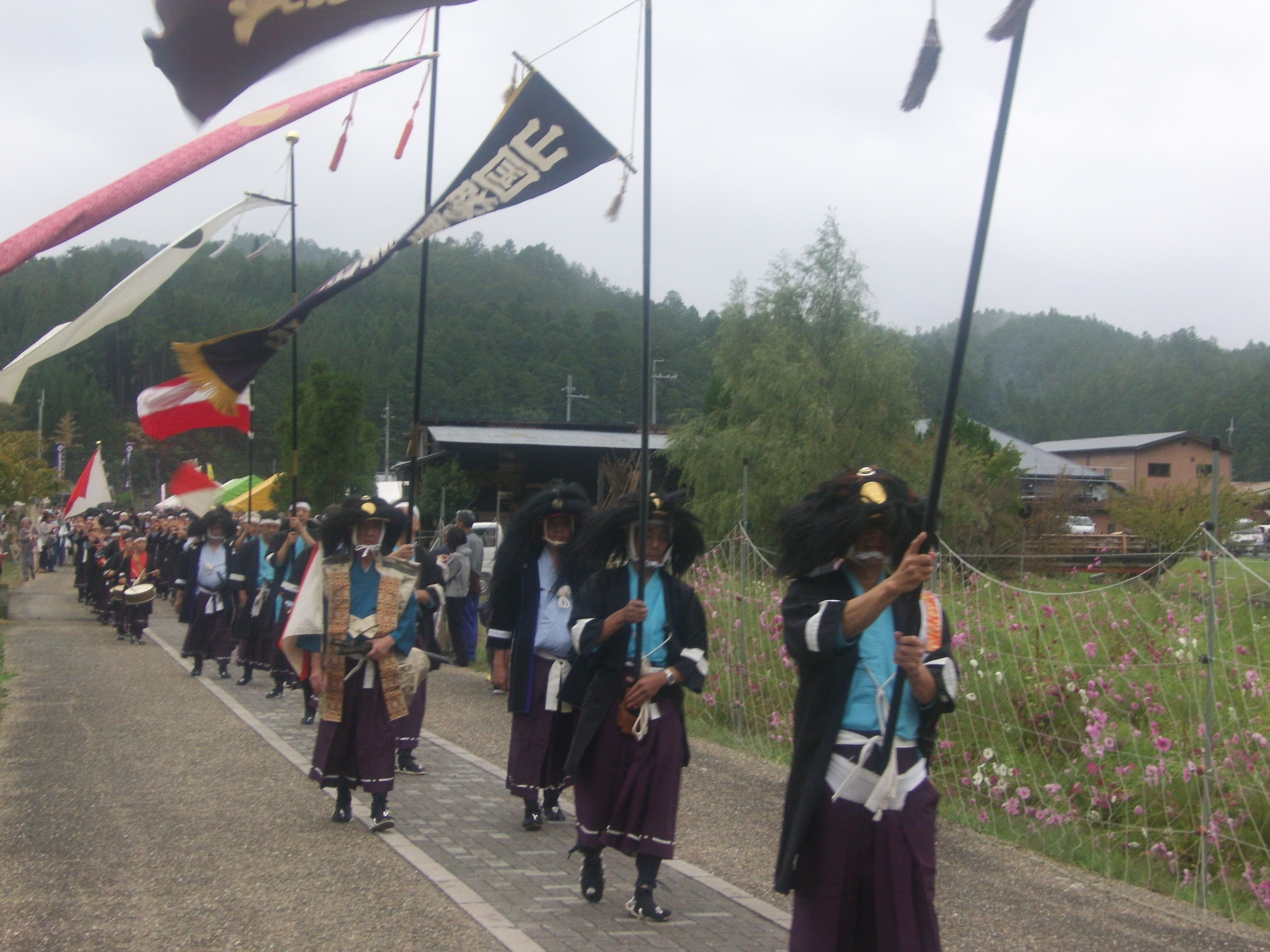
山国神社還幸祭での山国隊

山国荘（やまぐにのしょう）は、丹波国桑田郡（現・京都府京都市右京区）にあった禁裏領。

## 地理
京都府京都市右京区北部の山間部にある盆地で、地区内を上桂川と国道477号線が貫いており周山町よりも上流の一帯である。

## 概要
平安京造営に際し造営用木材の供給地になり、後に修理職領 山国杣として始まった。以降は修理職が山林と、私領として官給された田畑を管理することで発展する。また鎮守神社として山国神社が造営されている。
中世以降の同荘は下・鳥居・塔・辻・中江・比賀江・大野・井戸の各村で構成される本郷と、小塩・上黒田・黒田宮・下黒田の各村で構成される枝郷とでなっていた。南北朝時代、井戸に北朝（持明院統）・光厳天皇が常照皇寺を開山し隠棲の後に崩御している。
戦国時代に入り、代官が天皇に直属化したことにより禁裏領へとなる一方で戦乱により朝廷警護を荘民が行う事態が起きようになる。この時代、朝廷財政は窮乏し山国荘からの材木、米、鮎、餅といった貢納物は貴重な収入であったが、これも近隣武将の宇津氏進出により妨害される。朝廷は他の武将に山国荘の直務支配回復を命ずるが完全にはできず妨害が続く。織田信長の命により織田家家臣・明智光秀が丹波攻略を行い宇津頼重が追討された結果、朝廷による山国荘の直務支配が回復する。このとき朝廷から光秀に恩賞と、信長に御礼の勅使が遣わされている。
その後、江戸時代に入ると江戸幕府の幕領となり、朝廷による支配は解体される。

## 解体後から現在まで
江戸幕府5代将軍・徳川綱吉により、本郷の鳥居・塔・井戸の大部分と枝郷の小塩・上黒田・黒田宮・下黒田が禁裏領に復している。以後、明治まで禁裏領と旗本の知行地などが地区内に混在する。幕末期に平安時代以来の禁裏との関係と地区全体の禁裏領復古の願いから本郷の村人が山国隊を結成し鳥取藩に属して戊辰戦争で転戦した。
しかし明治維新後は町村制により一般の自治体となり本郷と小塩が山国村に、小塩以外の枝郷が黒田村となる。その後更なる市町村合併により現在は京都市の一部となっているが、山国神社や常照皇寺、郷内の村名も町名として残っている。また常照皇寺を除く全域が京都丹波高原国定公園の指定地域に含まれており上桂川水系の里山集落として水田、林業景観を現在に伝えている。

## 年表
- 10世紀後半 – 木材の供給地として修理職領になる。
- 1363年（貞治2年） – 常照皇寺開山。光厳天皇が隠棲する。
- 1364年（貞治3年） – 光厳天皇崩御。陵は常照皇寺内の山国陵。
- 1471年（文明3年） – 後花園天皇が崩御。陵は常照皇寺内の後山國陵。
- 1480年（文明12年） – 代官人事により禁裏領へとなる。
- 1535年（天文4年） – 宇津氏が山国荘に違乱を働く。以降宇津氏の影響が続く。
- 1561年（永禄4年） – 朝廷が三好長慶・内藤宗勝に対し直務支配回復を命ずる[5]。
- 1569年（永禄12年） – 織田信長が宇津氏に違乱停止を求める[5]。
- 1579年（天正7年） – 明智光秀の丹波攻略により宇津氏を追討[5]。
- 1603年（慶長8年） – 幕領となる。